# Кобелецьке
Кобеле́цьке — село в Україні, у Вінницькому районі Вінницької області. Населення становить 249 осіб. Входить до складу Тиврівської селищної громади.

## Історія
7 (20) листопада 1917 року, відповідно до Третього Універсалу Української Центральної Ради, увійшло до складу Української Народної Республіки.
12 червня 2020 року, відповідно до Розпорядження Кабінету Міністрів України від  № 707-р «Про визначення адміністративних центрів та затвердження територій територіальних громад Вінницької області», увійшло до складу Тиврівської селищної територіальної громади.
19 липня 2020 року, в результаті адміністративно-територіальної реформи та ліквідації Тиврівського району, село увійшло до складу Вінницького району.
Серед видатних уродженців - Регульський Віктор Лук'янович,засновник і перший ректор Львівського державного університету внутрішніх справ.